# Paratipo

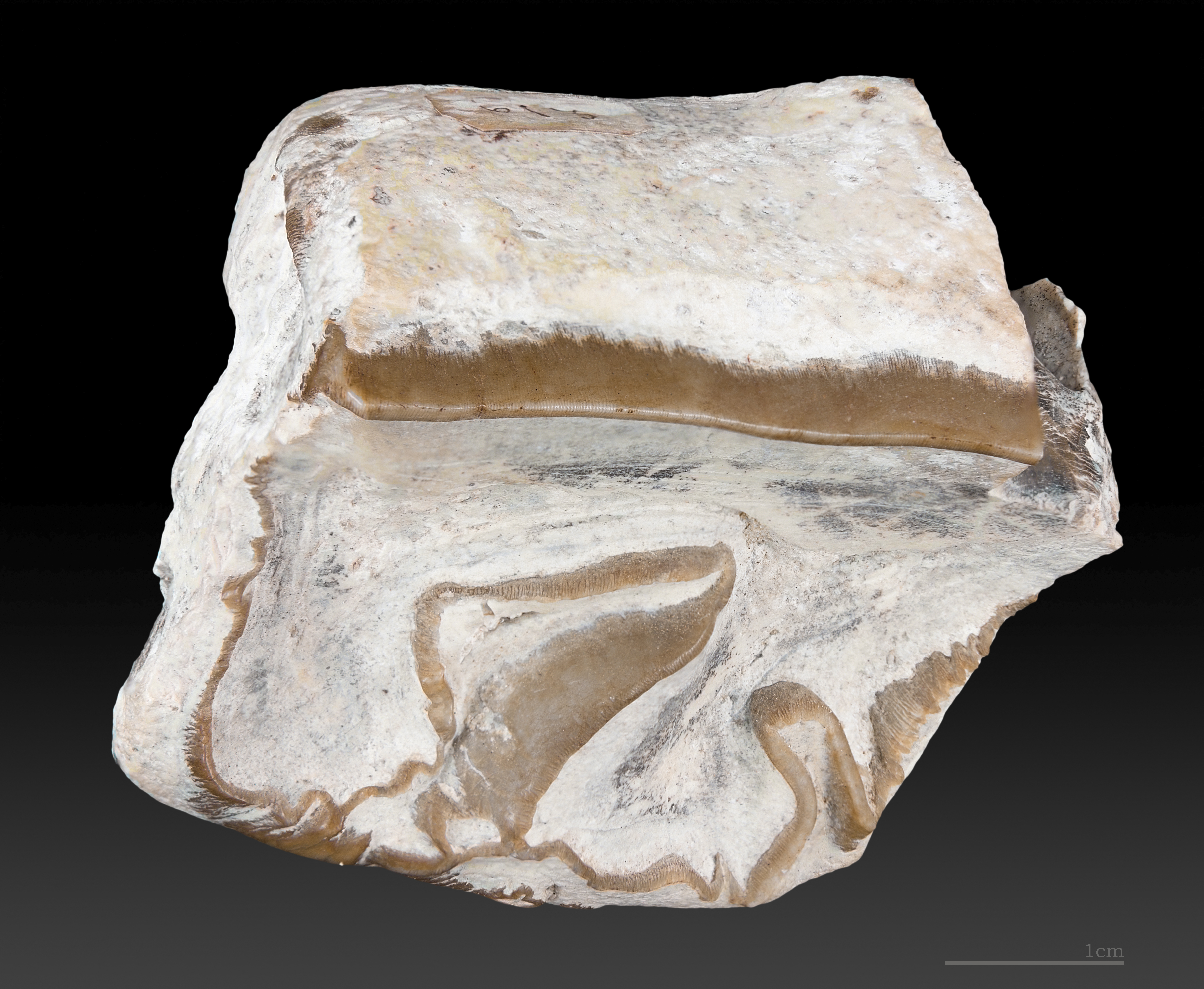
Una imagen de un espécimen de paratipo

En taxonomía, un paratipo es cada uno de los ejemplares de la serie tipo que no es ni el holotipo ni el isotipo, ni uno de los sintipos si en el protolo se designaron simultáneamente dos o más especímenes como tipos.
En la mayoría de los casos en los que no se designa ningún holotipo tampoco habrá paratipos porque todos los especímenes citados serán sintipos. Sin embargo, cuando un autor designa dos o más especímenes como tipos, los restantes especímenes citados son paratipos, y no sintipos.